# Pallacanestro Varese 1949-1950
Nel Campionato 1949-50, il 4 dicembre, la Pallacanestro Varese è per la prima volta nella sua storia prima in classifica. Nel girone di ritorno problemi di natura finanziaria provocano l'allontanamento dalla vetta, facendo giungere al terzo posto la squadra varesina, alle spalle della vincente Milano e della squadra della Virtus Bologna.
Esordisce nella seconda parte del campionato il primo straniero della storia della squadra varesina; John Mascioni, italoamericano al seguito delle truppe alleate.
I punti segnati in campionato sono 860, i subiti 741, il miglior realizzatore è Carlo Cerioni con 207 punti.

## Rosa 1949/50
- Carlo Cerioni
- Mario Alesini
- Giuseppe Bernasconi
- Paolo Checchi
- Emilio Clerici
- Arialdo Giobbi
- Giancarlo Gualco
- Sergio Marelli
- John Mascioni
- Costante Scolari
- Vittorio Tracuzzi
- Umberto Turolla
  - Allenatore
- Vittorio Tracuzzi

## Statistiche
| COMPETIZIONE        | GIOCATE | VINTE | PERSE | PAREGGIATE | F   | S   | PIAZZAMENTO |  |
| CAMPIONATO          | 26      | 20    | 6     | 0          | 860 | 741 | 3           |  |
| TORNEI E AMICHEVOLI | 8       | 4     | 3     | 1          | 301 | 270 | -           |  |

## Fonti
- "Pallacanestro Varese 50 anni con voi" di Augusto Ossola
- "La Pallacanestro Varese" di Renato Tadini